# Azathoth

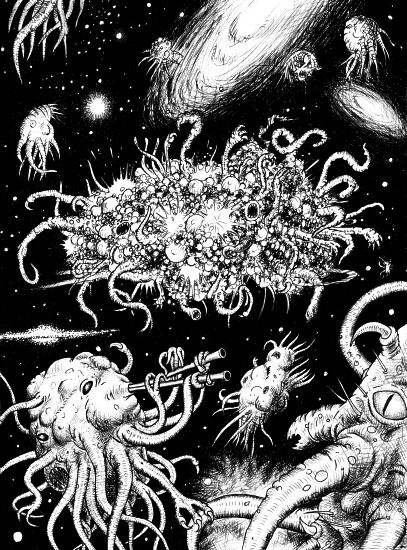
Azathoth

Azathoth – postać fantastyczna z twórczości H.P. Lovecrafta, jeden z Bogów Zewnętrznych. Określany jako „Ślepy Bóg-Idiota” (ang. Blind Idiot-God), jest najpotężniejszą istotą we wszechświecie, chociaż jest ślepy i bezmyślny. Lovecraft głupotę tego boga utożsamia z niedoskonałością wszechświata i skorumpowaną ludzkością. Nazywany także Istotą Ostatecznego Chaosu, jego wygląd nie jest dokładnie znany, choć opisywany jest jako bezkształtna forma macek z jedną ręką dzierżacą flet, którym wygrywa melodię zdolną do tworzenia i niszczenia wszystkich tworów. Przebywa w centrum wszechświata lub poza wszechświatem, w obłąkanej spirali chaosu. Dookoła niego tańczą hordy bezkształtnych bogów-tancerzy, reagujących podrygami na melodię fletni dzierżonej przez Azathotha.
W cyklu Tytus Crow Briana Lumleya Azathoth zostaje uznany za spersonifikowany wybuch jądrowy.

## Motywy i symbole
W mitologii Lovecrafta Azathoth spełnia podobną, jeśli nie identyczną rolę, co demiurg w systemach gnostycznych – jest Sułtanem Demonów i mimo swojej głupoty („ślepoty” – rozumianej zarówno dosłownie, jak i metaforycznie) rządzi praktycznie całym kosmosem. Jego bezkształtna forma oraz krążący wokół niego pokraczni, pomniejsi bogowie mogą przywodzić na myśl obraz atomu Rutherforda – gdzie Azathoth jest jądrem atomowym, a jego słudzy – wirującymi elektronami. Fakt, że czas życia Lovecrafta pokrywa się z czasem działalności naukowej Rutherforda, potwierdza hipotezę o zastosowaniu Rutherfordowego modelu atomu jako wzoru dla postaci Azathotha.
Szalone fletnie, na jakich gra Sułtan Demonów (lub jego słudzy), wiążą się z kabalistyczną symboliką szevirat ha-kelim – „rozbicia naczyń”, kosmicznej katastrofy, w której „naczynia” niższych sefir – od Chesed po Malkut – strzaskały się, rozsypując cząstki światłości w niskiej materii. Wyobrażenie światłości przepływającej od Ain Sof przez Drzewo Sefir, które wskutek tego pęka, w micie o Azathothu zostaje przekształcone w obraz fletu, który pęka pod wpływem muzyki tego boga – skutkiem czego jest powstanie chaotycznego, obłąkanego świata. W połączeniu z gnostyckim motywem pychy demiurga można wysnuć hipotezę, że fletnia Azathotha pękła, gdyż grał on na niej zbyt silnie, sięgając dźwięków zbyt wzniosłych – gra mogła być więc aktem próżności, za który czekała go kara w postaci obłędu i klęski stwórczego dzieła.